# Naghsz-e Rostam

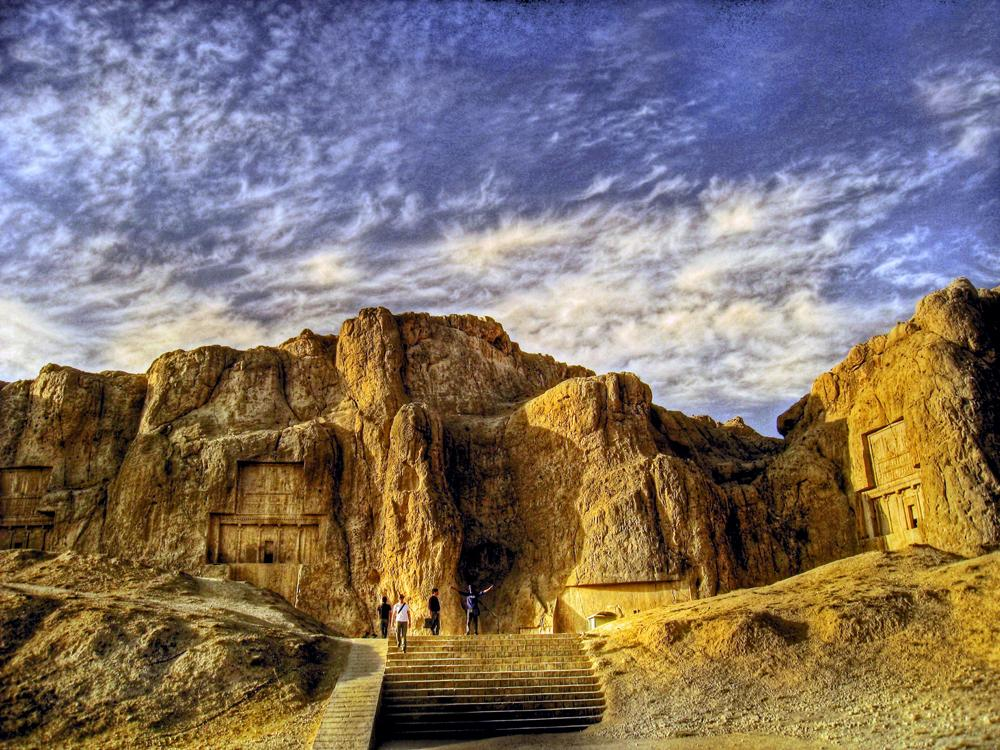
Dolina Naghsz-e Rustam

Naghsz-e Rustam (Naksz-e Rostam, pers. نقش رستم) – dolina położona w górach Zagros w Iranie, ok. 13 km na północny zachód od miasta Persepolis. W ścianach skalnych otaczających dolinę znajdują się, ozdobione reliefami, wykute komory grobowe, w których pochowano czterech perskich królów z dynastii Achemenidów: Dariusza I Wielkiego, Kserksesa I, Artakserksesa I i Dariusza II. Grobowce splądrowano w czasach Aleksandra Wielkiego. Znajduje się tu także kamienna wieża świątyni ognia z ok. V wiek p.n.e.